# Kvalifikation til VM i fodbold 2014, CONMEBOL
Kvalifikation til VM i fodbold 2014, CONMEBOL omfatter kvalifikationen af hold fra CONMEBOL (Sydamerika) til slutrunden om VM i fodbold 2014 i Brasilien. De fire øverst placerede ved afslutningen kvalificerede sig direkte til slutrunden, mens det femtebedste hold spiller playoffkampe mod nummer tre i AFC.
Brasilien er direkte kvalificeret som værtsnation og deltager derfor ikke i kvalifikationsturneringen.

## Stilling
| Nr | Hold      | K | V | U | T | Mf |   | Mi | +/- | P  |
| -- | --------- | - | - | - | - | -- | - | -- | --- | -- |
| 1  | Argentina | 7 | 4 | 2 | 1 | 15 | – | 6  | +9  | 14 |
| 2  | Colombia  | 7 | 4 | 1 | 2 | 12 | – | 6  | +6  | 13 |
| 3  | Ecuador   | 7 | 4 | 1 | 2 | 8  | – | 7  | +1  | 13 |
| 4  | Uruguay   | 7 | 3 | 3 | 1 | 15 | – | 11 | +4  | 12 |
| 5  | Chile     | 7 | 4 | 0 | 3 | 12 | – | 13 | −1  | 12 |
| 6  | Venezuela | 8 | 3 | 2 | 3 | 7  | – | 8  | −1  | 11 |
| 7  | Peru      | 7 | 2 | 1 | 4 | 9  | – | 13 | −4  | 7  |
| 8  | Bolivia   | 7 | 1 | 1 | 5 | 7  | – | 12 | −5  | 4  |
| 9  | Paraguay  | 7 | 1 | 1 | 5 | 5  | – | 14 | −9  | 4  |

 K: Kampe spillet, V: Vundne kampe, U: Uafgjorte kampe, T: Tabte kampe, Mf: Mål for, Mi: Mål imod, +/-: Måldifference, P: Point

 
|           | Argentina | Bolivia | Chile | Colombia | Ecuador | Paraguay | Peru | Uruguay | Venezuela |
| --------- | --------- | ------- | ----- | -------- | ------- | -------- | ---- | ------- | --------- |
| Argentina | –         | 1–1     | 4–1   | R13      | 4–0     | R7       | R17  | R9      | R11       |
| Bolivia   | R12       | –       | 0–2   | 1–2      | R16     | 3–1      | R9   | R10     | R13       |
| Chile     | R10       | R14     | –     | 1-3      | R18     | 2–0      | 4–2  | R12     | R15       |
| Colombia  | 1–2       | R11     | R17   | –        | R15     | R9       | R14  | R7      | 1–1       |
| Ecuador   | R14       | R7      | R9    | 1–0      | –       | R12      | 2–0  | R17     | 2–0       |
| Paraguay  | R16       | R15     | R13   | R18      | 2–1     | –        | R10  | 1–1     | 0-2       |
| Peru      | 1-1       | R18     | R11   | 0–1      | R13     | 2–0      | –    | R15     | R7        |
| Uruguay   | R18       | 4–2     | 4–0   | R16      | 1-1     | R11      | 4–2  | –       | 1–1       |
| Venezuela | 1–0       | 1–0     | 0–2   | R12      | R10     | R17      | R16  | R14     | –         |

## Kampe
Kampene vil blive afviklet fra den 7 oktober, 2011 til 15 oktober 2013.

### Kampdag 1
| 7. oktober 2011 17:00 UTC-2 |

| Uruguay                                  | 4 – 2   | Bolivia                           |
| ---------------------------------------- | ------- | --------------------------------- |
| Suárez 3' · Lugano 25', 71' · Cavani 34' | rapport | Cardozo 17' · Moreno 87' (str.) · |

| Estadio Centenario, Montevideo Tilskuere: 25,500 Dommer: Víctor Hugo Carrillo (Peru) |

| 7. oktober 2011 16:05 UTC-5 |

| Ecuador                    | 2 – 0   | Venezuela |
| -------------------------- | ------- | --------- |
| J. Ayoví 15' · Benítez 28' | rapport |           |

| Estadio Olímpico Atahualpa, Quito Tilskuere: 32,278 Dommer: Enrique Osses (Chile) |

| 7. oktober 2011 20:10 UTC-3 |

| Argentina                        | 4 – 1   | Chile           |
| -------------------------------- | ------- | --------------- |
| Higuaín 7', 52', 63' · Messi 25' | rapport | Fernández 59' · |

| Estadio Monumental Antonio Vespucio Liberti, Buenos Aires Tilskuere: 26,161 Dommer: Wilmar Roldán (Colombia) |

| 7. oktober 2011 20:15 UTC-5 |

| Peru              | 2 – 0   | Paraguay |
| ----------------- | ------- | -------- |
| Guerrero 46', 71' | rapport |          |

| Estadio Nacional, Lima Tilskuere: 39,600 Dommer: Sergio Pezzotta (Argentina) |

### Kampdag 2
| 11. oktober 2011 16:00 UTC-4 |

| Bolivia    | 1 – 2  | Colombia                   |
| ---------- | ------ | -------------------------- |
| Flores 85' | Report | Pabón 48' · Falcao 90+3' · |

| Estadio Hernando Siles, La Paz Tilskuere: 33,155 Dommer: Carlos Amarilla (Paraguay) |

| 11. oktober 2011 19:45 UTC-3 |

| Chile                                                | 4 – 2  | Peru                       |
| ---------------------------------------------------- | ------ | -------------------------- |
| Ponce 2' · Vargas 18' · Medel 48' · Suazo 63' (str.) | Report | Pizarro 49' · Farfán 60' · |

| Estadio Monumental David Arellano, Santiago Tilskuere: 39,000 Dommer: Raúl Orosco (Bolivia) |

| 11. oktober 2011 19:45 UTC-3 |

| Paraguay    | 1 – 1  | Uruguay      |
| ----------- | ------ | ------------ |
| Ortiz 90+2' | Report | Forlán 68' · |

| Estadio Defensores del Chaco, Asunción Tilskuere: 12,922 Dommer: Wilson Seneme (Brazil) |

| 11. oktober 2011 20:20 UTC-4:30 |

| Venezuela      | 1 – 0  | Argentina |
| -------------- | ------ | --------- |
| Amorebieta 62' | Report |           |

| Estadio José Antonio Anzoátegui, Puerto La Cruz Tilskuere: 35,600 Dommer: Roberto Silvera (Uruguay) |

### Kampdag 3
| 11. november 2011 17:00 UTC-3 |

| Argentina   | 1 – 1  | Bolivia      |
| ----------- | ------ | ------------ |
| Lavezzi 60' | Report | Moreno 55' · |

| Estadio Monumental Antonio Vespucio Liberti, Buenos Aires Tilskuere: 27,592 Dommer: Carlos Vera (Ecuador) |

| 11. november 2011 20:00 UTC-2 |

| Uruguay                   | 4 – 0  | Chile |
| ------------------------- | ------ | ----- |
| Suárez 42', 45', 67', 73' | Report |       |

| Estadio Centenario, Montevideo Tilskuere: 40,500 Dommer: Héctor Baldassi (Argentina) |

| 11. november 2011 19:00 UTC-5 |

| Colombia   | 1 – 1  | Venezuela          |
| ---------- | ------ | ------------------ |
| Guarín 11' | Report | F. Feltscher 78' · |

| Estadio Metropolitano Roberto Meléndez, Barranquilla Tilskuere: 43,953 Dommer: Omar Ponce (Ecuador) |

| 11. november 2011 21:00 UTC-3 |

| Paraguay                | 2 – 1  | Ecuador       |
| ----------------------- | ------ | ------------- |
| Riveros 47' · Verón 57' | Report | Rojas 90+2' · |

| Estadio Defensores del Chaco, Asunción Tilskuere: 11,173 Dommer: Hernando Buitrago (Colombia) |

### Kampdag 4
| 15. november 2011 16:00 UTC-5 |

| Colombia  | 1 – 2  | Argentina                |
| --------- | ------ | ------------------------ |
| Pabón 44' | Report | Messi 60' · Agüero 83' · |

| Estadio Metropolitano Roberto Meléndez, Barranquilla Tilskuere: 49,600 Dommer: Sálvio Fagundes (Brazil) |

| 15. november 2011 16:00 UTC-5 |

| Ecuador                  | 2 – 0  | Peru |
| ------------------------ | ------ | ---- |
| Méndez 69' · Benítez 88' | Report |      |

| Estadio Olímpico Atahualpa, Quito Tilskuere: 34,481 Dommer: Jorge Larrionda (Uruguay) |

| 15. november 2011 20:30 UTC-3 |

| Chile                      | 2 – 0  | Paraguay |
| -------------------------- | ------ | -------- |
| Contreras 28' · Campos 86' | Report |          |

| Estadio Nacional, Santiago Tilskuere: 44,726 Dommer: Héber Lopes (Brazil) |

| 15. november 2011 20:30 UTC-4:30 |

| Venezuela       | 1 – 0  | Bolivia |
| --------------- | ------ | ------- |
| Vizcarrondo 25' | Report |         |

| Estadio Pueblo Nuevo, San Cristóbal Tilskuere: 33,351 Dommer: Georges Buckley (Peru) |

### Kampdag 5
| 2. juni 2012 15:00 UTC-3 |

| Uruguay    | 1 – 1  | Venezuela    |
| ---------- | ------ | ------------ |
| Forlán 38' | Report | Rondón 84' · |

| Estadio Centenario, Montevideo Tilskuere: 57,000 Dommer: Antonio Arias (Paraguay) |

| 2. juni 2012 16:10 UTC-4 |

| Bolivia | 0 – 2  | Chile                        |
| ------- | ------ | ---------------------------- |
|         | Report | Aránguiz 45+2' · Vidal 83' · |

| Estadio Hernando Siles, La Paz Tilskuere: 34,389 Dommer: Alfredo Intriago (Ecuador) |

| 2. juni 2012 19:30 UTC-3 |

| Argentina                                           | 4 – 0  | Ecuador |
| --------------------------------------------------- | ------ | ------- |
| Agüero 19' · Higuaín 29' · Messi 31' · Di María 76' | Report |         |

| Estadio Monumental Antonio Vespucio Liberti, Buenos Aires Tilskuere: 50,000 Dommer: Víctor Rivera (Peru) |

| 3. juni 2012 17:00 UTC-5 |

| Peru | 0 – 1  | Colombia        |
| ---- | ------ | --------------- |
|      | Report | Rodríguez 51' · |

| Estadio Nacional, Lima Tilskuere: 35,724 Dommer: Néstor Pitana (Argentina) |

### Kampdag 6
| 9. juni 2012 16:00 UTC-4 |

| Bolivia                    | 3 – 1  | Paraguay      |
| -------------------------- | ------ | ------------- |
| Peña 9' · Escobar 69', 80' | Report | Riveros 81' · |

| Estadio Hernando Siles, La Paz Tilskuere: 17,320 Dommer: Roberto Silvera (Uruguay) |

| 9. juni 2012 18:05 UTC-4:30 |

| Venezuela | 0 – 2  | Chile                               |
| --------- | ------ | ----------------------------------- |
|           | Report | M. Fernández 85' · Aránguiz 90+1' · |

| Estadio José Antonio Anzoátegui, Puerto La Cruz Tilskuere: 35,000 Dommer: Hernando Buitrago (Colombia) |

| 10. juni 2012 15:30 UTC-3 |

| Uruguay                                                 | 4 – 2  | Peru                             |
| ------------------------------------------------------- | ------ | -------------------------------- |
| Suárez 15' · Pereira 29' · Rodríguez 62' · Eguren 90+3' | Report | Godín 40' (sm.) · Guerrero 47' · |

| Estadio Centenario, Montevideo Tilskuere: 55,000 Dommer: Leandro Vuaden (Brazil) |

| 10. juni 2012 16:00 UTC-5 |

| Ecuador     | 1 − 0  | Colombia |
| ----------- | ------ | -------- |
| Benítez 53' | Report |          |

| Estadio Olímpico Atahualpa, Quito Tilskuere: 37,353 Dommer: Wilson Seneme (Brazil) |

### Kampdag 7
| 7. september 2012 15:30 UTC-5 |

| Colombia                                    | 4-0    | Uruguay |
| ------------------------------------------- | ------ | ------- |
| Falcao 2' · Gutiérrez 47', 52' · Zúñiga 90' | Report |         |

| Estadio Metropolitano Roberto Meléndez, Barranquilla Dommer: Héber Lopes (Brazil) |

| 7. september 2012 16:00 UTC-5 |

| Ecuador            | 1 – 0   | Bolivia |
| ------------------ | ------- | ------- |
| Caicedo 74' (str.) | Rapport |         |

| Estadio Olímpico Atahualpa, Quito Dommer: Juan Soto (Venezuela) |

| 7. september 2012 20:10 UTC-3 |

| Argentina                             | 3 – 1   | Paraguay            |
| ------------------------------------- | ------- | ------------------- |
| Di María 3' · Higuaín 30' · Messi 64' | Rapport | Fabbro 17' (str.) · |

| Estadio Mario Alberto Kempes, Córdoba Dommer: Wilson Seneme (Brazil) |

| 7. september 2012 20:15 UTC-5 |

| Peru           | 2 – 1  | Venezuela    |
| -------------- | ------ | ------------ |
| Farfán 47' 59' | Report | Arango 43' · |

| Estadio Nacional, Lima Dommer: Martín Vázquez (Uruguay) |

### Kampdag 8
| 11. september 2012 16:30 UTC-3 |

| Chile         | 1 – 3  | Colombia                                     |
| ------------- | ------ | -------------------------------------------- |
| Fernández 42' | Report | Rodríguez 58' · Falcao 73' · Gutiérrez 76' · |

| Estadio Monumental David Arellano, Santiago Dommer: Víctor Hugo Carrillo (Peru) |

| 11. september 2012 18:30 UTC-3 |

| Uruguay    | 1 – 1   | Ecuador             |
| ---------- | ------- | ------------------- |
| Cavani 67' | =Report | Caicedo 8' (str.) · |

| Estadio Centenario, Montevideo Dommer: Carlos Amarilla (Paraguay) |

| 11. september 2012 19:25 UTC-4 |

| Paraguay | 0 – 2   | Venezuela        |
| -------- | ------- | ---------------- |
|          | rapport | Rondón 45' 68' · |

| Estadio Defensores del Chaco, Asunción Dommer: Enrique Osses (Chile) |

| 11. september 2012 20:15 UTC-5 |

| Peru         | 1 − 1   | Argentina     |
| ------------ | ------- | ------------- |
| Zambrano 22' | rapport | Higuaín 38' · |

| Estadio Nacional, Lima Dommer: Wilmar Roldán (Colombia) |

### Kampdag 9
| 12. oktober 2012 |

| Argentina |  | Uruguay |
| --------- |  | ------- |
|           |  |         |

| Estadio Malvinas Argentinas, Mendoza |

| 12. oktober 2012 |

| Colombia |  | Paraguay |
| -------- |  | -------- |
|          |  |          |

| Estadio Metropolitano Roberto Meléndez, Barranquilla |

| 12. oktober 2012 |

| Ecuador |  | Chile |
| ------- |  | ----- |
|         |  |       |

|  |

| 12. oktober 2012 |

| Bolivia |  | Peru |
| ------- |  | ---- |
|         |  |      |

| Estadio Hernando Siles, La Paz |

### Kampdag 10
| 16. oktober 2012 |

| Bolivia |  | Uruguay |
| ------- |  | ------- |
|         |  |         |

| Estadio Hernando Siles, La Paz |

| 16. oktober 2012 |

| Paraguay |  | Peru |
| -------- |  | ---- |
|          |  |      |

|  |

| 16. oktober 2012 |

| Chile |  | Argentina |
| ----- |  | --------- |
|       |  |           |

|  |

| 16. oktober 2012 |

| Venezuela |  | Ecuador |
| --------- |  | ------- |
|           |  |         |

|  |

### Kampdag 11
| 22. marts 2013 |

| Argentina |  | Venezuela |
| --------- |  | --------- |
|           |  |           |

|  |

| 22. marts 2013 |

| Uruguay |  | Paraguay |
| ------- |  | -------- |
|         |  |          |

|  |

| 22. marts 2013 |

| Peru |  | Chile |
| ---- |  | ----- |
|      |  |       |

|  |

| 22. marts 2013 |

| Colombia |  | Bolivia |
| -------- |  | ------- |
|          |  |         |

|  |

### Kampdag 12
| 26. marts 2013 |

| Bolivia |  | Argentina |
| ------- |  | --------- |
|         |  |           |

| Estadio Hernando Siles, La Paz |

| 26. marts 2013 |

| Ecuador |  | Paraguay |
| ------- |  | -------- |
|         |  |          |

|  |

| 26. marts 2013 |

| Chile |  | Uruguay |
| ----- |  | ------- |
|       |  |         |

|  |

| 26. marts 2013 |

| Venezuela |  | Colombia |
| --------- |  | -------- |
|           |  |          |

|  |

### Kampdag 13
| 7. juni 2013 |

| Argentina |  | Colombia |
| --------- |  | -------- |
|           |  |          |

|  |

| 7. juni 2013 |

| Bolivia |  | Venezuela |
| ------- |  | --------- |
|         |  |           |

| Estadio Hernando Siles, La Paz |

| 7. juni 2013 |

| Paraguay |  | Chile |
| -------- |  | ----- |
|          |  |       |

|  |

| 7. juni 2013 |

| Peru |  | Ecuador |
| ---- |  | ------- |
|      |  |         |

|  |

### Kampdag 14
| 11. juni 2013 |

| Ecuador |  | Argentina |
| ------- |  | --------- |
|         |  |           |

|  |

| 11. juni 2013 |

| Chile |  | Bolivia |
| ----- |  | ------- |
|       |  |         |

|  |

| 11. juni 2013 |

| Colombia |  | Peru |
| -------- |  | ---- |
|          |  |      |

|  |

| 11. juni 2013 |

| Venezuela |  | Uruguay |
| --------- |  | ------- |
|           |  |         |

|  |

### Kampdag 15
| 6. september 2013 |

| Paraguay |  | Bolivia |
| -------- |  | ------- |
|          |  |         |

|  |

| 6. september 2013 |

| Chile |  | Venezuela |
| ----- |  | --------- |
|       |  |           |

|  |

| 6. september 2013 |

| Peru |  | Uruguay |
| ---- |  | ------- |
|      |  |         |

|  |

| 6. september 2013 |

| Colombia |  | Ecuador |
| -------- |  | ------- |
|          |  |         |

|  |

### Kampdag 16
| 10. september 2013 |

| Uruguay |  | Colombia |
| ------- |  | -------- |
|         |  |          |

|  |

| 10. september 2013 |

| Bolivia |  | Ecuador |
| ------- |  | ------- |
|         |  |         |

| Estadio Hernando Siles, La Paz |

| 10. september 2013 |

| Paraguay |  | Argentina |
| -------- |  | --------- |
|          |  |           |

|  |

| 10. september 2013 |

| Venezuela |  | Peru |
| --------- |  | ---- |
|           |  |      |

|  |

### Kampdag 17
| 11. oktober 2013 |

| Argentina |  | Peru |
| --------- |  | ---- |
|           |  |      |

|  |

| 11. oktober 2013 |

| Ecuador |  | Uruguay |
| ------- |  | ------- |
|         |  |         |

|  |

| 11. oktober 2013 |

| Colombia |  | Chile |
| -------- |  | ----- |
|          |  |       |

|  |

| 11. oktober 2013 |

| Venezuela |  | Paraguay |
| --------- |  | -------- |
|           |  |          |

|  |

### Kampdag 18
| 15. oktober 2013 |

| Uruguay |  | Argentina |
| ------- |  | --------- |
|         |  |           |

|  |

| 15. oktober 2013 |

| Paraguay |  | Colombia |
| -------- |  | -------- |
|          |  |          |

|  |

| 15. oktober 2013 |

| Chile |  | Ecuador |
| ----- |  | ------- |
|       |  |         |

|  |

| 15. oktober 2013 |

| Peru |  | Bolivia |
| ---- |  | ------- |
|      |  |         |

|  |